# Lukas Klostermann
Lukas Manuel Klostermann (Herdecke, 3 giugno 1996) è un calciatore tedesco, difensore del RB Lipsia e della nazionale tedesca.

## Biografia
È fratello maggiore di Lisa, anch'essa ex calciatrice di ruolo portiere, ritirata nel 2021 a causa della cronicità a seguito di un infortunio subito al ginocchio.

## Caratteristiche tecniche
Gioca preferibilmente nel ruolo di terzino destro, ma è anche in grado di operare sulla fascia sinistra e come centrale difensivo. Il suo piede preferito è il destro. Abile

## Carriera

### Club

#### Bochum e RB Lipsia
Klostermann ha fatto parte delle giovanili del FSV Gevelsberg, del SSV Hagen, del Bochum e del RB Lipsia. Ha esordito nelle file del Bochum in Zweite Bundesliga, la seconda serie del calcio tedesco, il 14 marzo 2014 contro l'Aalen da subentrante.
Il 22 agosto dello stesso anno, a stagione già iniziata, viene acquistato dal RB Lipsia per la somma di un milione di euro, esordendo dapprima nella Coppa di Germania il 29 ottobre 2014 contro l'Erzgebirge Aue vincendo per 3-1 e nella Zweite Bundesliga il 12 dicembre seguente contro il Greuther Fürth. Ha realizzato il suo primo gol nella 2. Bundesliga battendo il Darmstadt per 2-1, il 24 aprile 2015. Viene promosso con la sua squadra in Bundesliga durante la stagione 2015-2016 come seconda classificata, con due punti di vantaggio dal Norimberga, Klostermann si rivela fondamentale per il risultato ottenuto avendo segnato la rete del 2-1 sconfiggendo il Monaco 1860 cosa che è stata determinante per il bilancio finale. Ha esordito nella prima serie tedesca il 10 settembre 2016 contro il Borussia Dortmund.. Il 12 settembre seguente ha subito un grave infortunio che lo terrà fuori dal campo di gioco per tutta la stagione. Il 1º ottobre 2017 realizza il suo primo gol in Bundesliga nel successo per 2-1 contro il Colonia.
Realizza cinque reti nell'edizione 2018-2019, segna un gol nella vittoria per 3-0 contro il Bayer Leverkusen, riesce a siglare una rete anche contro il Werder Brema vincendo per 3-2 inoltre il suo gol decide la vittoria su 1-0 contro il Norimberga, segna anche una doppietta pareggiando per 3-3 contro il Magonza. Vince per due anni consecutivi la Coppa di Germania, prima l'edizione 2021-2022 giocando a tempo pieno tutta la finale contro il Friburgo conclusasi con un pareggio per 1-1 vinta poi per 4-2 ai calci di rigore, e poi l'edizione successiva giocando anche come titolare per tutto il match vinto per 2-0 contro l'Eintracht Francoforte.

### Nazionale
Klostermann ha fatto parte delle nazionali giovanili tedesche Under-17, Under-19 e Under-21 prendendo parte, con quest'ultima, all'Europeo 2019 di categoria, conquistando il secondo posto finale. Nel 2016 ha preso parte al torneo calcistico ai giochi di Rio de Janeiro con la nazionale olimpica, Klostermann segna un solo gol, nella semifinale vinta per 2-0 contro la Nigeria, infine la Germania perde contro il Brasile conquistando comunque la medaglia d'argento.
Esordisce con la nazionale maggiore il 20 marzo 2019 nella sfida amichevole giocata a Wolfsburg contro la Serbia. Gioca al Mondiale 2022, partecipa a due partite: la vittoria per 4-2 contro la Costa Rica e il pareggio per 1-1 contro la Spagna, in entrambe le partite Klostermann entra in campo dalla panchina.

## Statistiche

### Presenze e reti nei club
Statistiche aggiornate al 7 novembre 2023.
| Stagione        | Squadra         | Campionato      | Campionato | Campionato | Coppe nazionali | Coppe nazionali | Coppe nazionali | Coppe continentali | Coppe continentali | Coppe continentali | Altre coppe | Altre coppe | Altre coppe | Totale | Totale |
| Stagione        | Squadra         | Comp            | Pres       | Reti       | Comp            | Pres            | Reti            | Comp               | Pres               | Reti               | Comp        | Pres        | Reti        | Pres   | Reti   |
| --------------- | --------------- | --------------- | ---------- | ---------- | --------------- | --------------- | --------------- | ------------------ | ------------------ | ------------------ | ----------- | ----------- | ----------- | ------ | ------ |
| 2013-2014       | Bochum II       | RL              | 2          | 0          | -               | -               | -               | -                  | -                  | -                  | -           | -           | -           | 2      | 0      |
| 2014-2015       | RB Lipsia II    | OL              | 2          | 1          | -               | -               | -               | -                  | -                  | -                  | -           | -           | -           | 2      | 1      |
| 2013-2014       | Bochum          | 2.BL            | 9          | 0          | CG              | -               | -               | -                  | -                  | -                  | -           | -           | -           | 9      | 0      |
| 2014-2015       | RB Lipsia       | 2.BL            | 13         | 1          | CG              | 2               | 0               | -                  | -                  | -                  | -           | -           | -           | 15     | 1      |
| 2015-2016       | RB Lipsia       | ZL              | 30         | 1          | CG              | 1               | 0               | -                  | -                  | -                  | -           | -           | -           | 31     | 1      |
| 2016-2017       | RB Lipsia       | BL              | 1          | 0          | CG              | 0               | 0               | -                  | -                  | -                  | -           | -           | -           | 1      | 0      |
| 2017-2018       | RB Lipsia       | BL              | 26         | 1          | CG              | 2               | 0               | UCL+UEL            | 6+5                | 0+0                | -           | -           | -           | 39     | 1      |
| 2018-2019       | RB Lipsia       | BL              | 26         | 5          | CG              | 5               | 0               | UEL                | 9                  | 0                  | -           | -           | -           | 40     | 5      |
| 2019-2020       | RB Lipsia       | BL              | 31         | 3          | CG              | 2               | 0               | UCL                | 10                 | 0                  | -           | -           | -           | 43     | 4      |
| 2020-2021       | RB Lipsia       | BL              | 23         | 1          | CG              | 4               | 0               | UCL                | 2                  | 0                  | -           | -           | -           | 29     | 1      |
| 2021-2022       | RB Lipsia       | BL              | 23         | 0          | CG              | 3               | 0               | UCL+UEL            | 5+6                | 0+0                | -           | -           | -           | 37     | 0      |
| 2022-2023       | RB Lipsia       | BL              | 15         | 0          | CG              | 4               | 0               | UCL                | 2                  | 0                  | SG          | 1           | 0           | 22     | 0      |
| 2023-2024       | RB Lipsia       | BL              | 8          | 0          | CG              | 2               | 0               | UCL                | 3                  | 0                  | SG          | 1           | 0           | 14     | 0      |
| Totale Lipsia   | Totale Lipsia   | Totale Lipsia   | 196        | 12         |                 | 25              | 0               |                    | 48                 | 0                  |             | 2           | 0           | 271    | 12     |
| Totale carriera | Totale carriera | Totale carriera | 209        | 13         |                 | 25              | 0               |                    | 48                 | 0                  |             | 2           | 0           | 284    | 13     |

### Cronologia presenze e reti in nazionale
| Cronologia completa delle presenze e delle reti in nazionale ― Germania | Cronologia completa delle presenze e delle reti in nazionale ― Germania | Cronologia completa delle presenze e delle reti in nazionale ― Germania | Cronologia completa delle presenze e delle reti in nazionale ― Germania | Cronologia completa delle presenze e delle reti in nazionale ― Germania | Cronologia completa delle presenze e delle reti in nazionale ― Germania | Cronologia completa delle presenze e delle reti in nazionale ― Germania | Cronologia completa delle presenze e delle reti in nazionale ― Germania |
| Data                                                                    | Città                                                                   | In casa                                                                 | Risultato                                                               | Ospiti                                                                  | Competizione                                                            | Reti                                                                    | Note                                                                    |
| ----------------------------------------------------------------------- | ----------------------------------------------------------------------- | ----------------------------------------------------------------------- | ----------------------------------------------------------------------- | ----------------------------------------------------------------------- | ----------------------------------------------------------------------- | ----------------------------------------------------------------------- | ----------------------------------------------------------------------- |
| 20-3-2019                                                               | Wolfsburg                                                               | Germania                                                                | 1 – 1                                                                   | Serbia                                                                  | Amichevole                                                              | -                                                                       | 90’                                                                     |
| 8-6-2019                                                                | Barysaŭ                                                                 | Bielorussia                                                             | 0 – 2                                                                   | Germania                                                                | Qual. Euro 2020                                                         | -                                                                       |                                                                         |
| 6-9-2019                                                                | Amburgo                                                                 | Germania                                                                | 2 – 4                                                                   | Paesi Bassi                                                             | Qual. Euro 2020                                                         | -                                                                       |                                                                         |
| 9-9-2019                                                                | Belfast                                                                 | Irlanda del Nord                                                        | 0 – 2                                                                   | Germania                                                                | Qual. Euro 2020                                                         | -                                                                       |                                                                         |
| 9-10-2019                                                               | Dortmund                                                                | Germania                                                                | 2 – 2                                                                   | Argentina                                                               | Amichevole                                                              | -                                                                       |                                                                         |
| 13-10-2019                                                              | Tallinn                                                                 | Estonia                                                                 | 0 – 3                                                                   | Germania                                                                | Qual. Euro 2020                                                         | -                                                                       |                                                                         |
| 16-11-2019                                                              | Mönchengladbach                                                         | Germania                                                                | 4 – 0                                                                   | Bielorussia                                                             | Qual. Euro 2020                                                         | -                                                                       |                                                                         |
| 19-11-2019                                                              | Francoforte sul Meno                                                    | Germania                                                                | 6 – 1                                                                   | Irlanda del Nord                                                        | Qual. Euro 2020                                                         | -                                                                       | 65’                                                                     |
| 10-10-2020                                                              | Kiev                                                                    | Ucraina                                                                 | 1 – 2                                                                   | Germania                                                                | UEFA Nations League 2020-2021 - 1º turno                                | -                                                                       | 90’                                                                     |
| 13-10-2020                                                              | Colonia                                                                 | Germania                                                                | 3 – 3                                                                   | Svizzera                                                                | UEFA Nations League 2020-2021 - 1º turno                                | -                                                                       |                                                                         |
| 25-3-2021                                                               | Duisburg                                                                | Germania                                                                | 3 – 0                                                                   | Islanda                                                                 | Qual. Mondiali 2022                                                     | -                                                                       |                                                                         |
| 28-3-2021                                                               | Bucarest                                                                | Romania                                                                 | 0 – 1                                                                   | Germania                                                                | Qual. Mondiali 2022                                                     | -                                                                       |                                                                         |
| 2-6-2021                                                                | Innsbruck                                                               | Germania                                                                | 1 – 1                                                                   | Danimarca                                                               | Amichevole                                                              | -                                                                       | 59’                                                                     |
| 8-9-2021                                                                | Reykjavík                                                               | Islanda                                                                 | 0 – 4                                                                   | Germania                                                                | Qual. Mondiali 2022                                                     | -                                                                       | 46’                                                                     |
| 8-10-2021                                                               | Amburgo                                                                 | Germania                                                                | 2 – 1                                                                   | Romania                                                                 | Qual. Mondiali 2022                                                     | -                                                                       | 85’                                                                     |
| 11-10-2021                                                              | Skopje                                                                  | Macedonia del Nord                                                      | 0 – 4                                                                   | Germania                                                                | Qual. Mondiali 2022                                                     | -                                                                       |                                                                         |
| 7-6-2022                                                                | Monaco di Baviera                                                       | Germania                                                                | 1 – 1                                                                   | Inghilterra                                                             | UEFA Nations League 2022-2023 - 1º turno                                | -                                                                       |                                                                         |
| 14-6-2022                                                               | Mönchengladbach                                                         | Germania                                                                | 5 – 2                                                                   | Italia                                                                  | UEFA Nations League 2022-2023 - 1º turno                                | -                                                                       |                                                                         |
| 16-11-2022                                                              | Mascate                                                                 | Oman                                                                    | 0 – 1                                                                   | Germania                                                                | Amichevole                                                              | -                                                                       | 34’                                                                     |
| 27-11-2022                                                              | Al Khor                                                                 | Spagna                                                                  | 1 – 1                                                                   | Germania                                                                | Mondiali 2022 - 1º turno                                                | -                                                                       | 70’                                                                     |
| 1-12-2022                                                               | Al Khor                                                                 | Costa Rica                                                              | 2 – 4                                                                   | Germania                                                                | Mondiali 2022 - 1º turno                                                | -                                                                       | 46’                                                                     |
| 12-6-2023                                                               | Brema                                                                   | Germania                                                                | 3 – 3                                                                   | Ucraina                                                                 | Amichevole                                                              | -                                                                       | 46’                                                                     |
| Totale                                                                  |                                                                         | Presenze                                                                | 22                                                                      |                                                                         | Reti                                                                    | 0                                                                       |                                                                         |

## Palmarès

### Club
- Coppa di Germania: 2

RB Lipsia: 2021-2022, 2022-2023
- Supercoppa di Germania: 1

RB Lipsia: 2023

### Nazionale
- Argento olimpico: 1

Rio de Janeiro 2016

### Individuale
- Fritz-Walter-Medaille: 1

Under-19 2015 (bronzo)
- Squadra del torneo degli Europei Under-21: 1

Italia-San Marino 2019